# Erik Arvidsson
Erik Arvidsson (ur. 3 września 1996) – amerykański narciarz alpejski, złoty medalista mistrzostw świata juniorów.

## Kariera
Po raz pierwszy na arenie międzynarodowej Arvidsson pojawił się 4 sierpnia 2011 roku w Treble Cone, gdzie w zawodach FIS Race zajął piąte miejsce w gigancie. W 2015 roku wystartował na mistrzostwach świata juniorów w Hafjell, gdzie jego najlepszym wynikiem było jedenaste miejsce w zjeździe. W tej samej konkurencji zdobył złoty medal na rozgrywanych rok później mistrzostwach świata juniorów w Soczi w 2016 roku.
W Pucharze Świata zadebiutował 13 grudnia 2020 roku w Val d'Isere, gdzie zajął 54. miejsce w zjeździe. Pierwsze pucharowe punkty wywalczył 6 marca 2021 roku w Saalbach, zajmując w tej samej konkurencji ósmą pozycję.
Wystartował na mistrzostwach świata w Courchevel/Méribel w 2023 roku, gdzie zajął dziewiąte miejsce w kombinacji i siedemnaste w zjeździe.

## Osiągnięcia

### Mistrzostwa świata
| Miejsce | Dzień     | Rok  | Miejscowość        | Konkurencja | Czas biegu | Strata | Zwycięzca         |
| ------- | --------- | ---- | ------------------ | ----------- | ---------- | ------ | ----------------- |
| 9.      | 7 lutego  | 2023 | Courchevel/Méribel | Kombinacja  | 1:53,31    | +4,43  | Alexis Pinturault |
| 17.     | 12 lutego | 2023 | Courchevel/Méribel | Zjazd       | 1:47,05    | +1,61  | Marco Odermatt    |

### Mistrzostwa świata juniorów
| Miejsce | Dzień     | Rok  | Miejscowość | Konkurencja     | Czas biegu | Strata | Zwycięzca            |
| ------- | --------- | ---- | ----------- | --------------- | ---------- | ------ | -------------------- |
| 34.     | 8 marca   | 2015 | Hafjell     | Gigant          | 2:23,37    | +8,23  | Henrik Kristoffersen |
| 22.     | 9 marca   | 2015 | Hafjell     | Slalom          | 1:37,55    | +3,70  | Henrik Kristoffersen |
| 31.     | 11 marca  | 2015 | Hafjell     | Kombinacja      | 1:58,25    | +5,13  | Loïc Meillard        |
| 19.     | 11 marca  | 2015 | Hafjell     | Supergigant     | 1:15,87    | +1,42  | Miha Hrobat          |
| 11.     | 13 marca  | 2015 | Hafjell     | Zjazd           | 1:29,62    | +1,48  | Henri Battilani      |
| 1.      | 27 lutego | 2016 | Soczi       | Zjazd           | 1:11,66    | -      | -                    |
| 15.     | 29 lutego | 2016 | Soczi       | Supergigant     | 1:09,95    | +1,34  | Matthieu Bailet      |
| DNF1    | 1 marca   | 2016 | Soczi       | Superkombinacja | 1:56,16    | -      | Štefan Hadalin       |
| 14.     | 3 marca   | 2016 | Soczi       | Gigant          | 2:14,32    | +4,72  | Marco Odermatt       |
| DNF1    | 5 marca   | 2016 | Soczi       | Slalom          | 1:36,84    | -      | Istok Rodeš          |

### Puchar Świata

#### Miejsca w klasyfikacji generalnej
- sezon 2020/2021: 105.
- sezon 2022/2023:

#### Miejsca na podium
Arvidsson nie stał na podium zawodów PŚ.